# 23e cérémonie des European Film Awards
La 23e cérémonie des prix du cinéma européen (23rd European Film Awards), organisée par l'Académie européenne du cinéma, a eu lieu le 4 décembre 2010 et a récompensé les films réalisés dans l'année.

## Palmarès

### Meilleur film
- The Ghost Writer  France  Allemagne  Royaume-Uni
  - Miel (Bal)  Turquie  Allemagne
  - Des hommes et des dieux  France
  - Lebanon  Israël  Allemagne  France
  - Dans ses yeux (El secreto de sus ojos)  Espagne  Argentine
  - Soul Kitchen  Allemagne

### Meilleur réalisateur
- Roman Polanski pour The Ghost Writer
  - Olivier Assayas pour Carlos
  - Semih Kaplanoğlu pour Miel (Bal)
  - Samuel Maoz pour Lebanon
  - Paolo Virzì pour La prima cosa bella

### Meilleur acteur
- Ewan McGregor pour le rôle du nègre dans The Ghost Writer
  - Jakob Cedergren pour le rôle de Nick dans Submarino
  - Elio Germano pour le rôle de Claudio dans La nostra vita
  - George Pistereanu pour le rôle de Silviu dans If I Want to Whistle, I Whistle (Eu când vreau să fluier, fluier)
  - Luis Tosar pour le rôle de Malamadre dans Cellule 211 (Celda 211)

### Meilleure actrice
- Sylvie Testud pour le rôle de Christine dans Lourdes
  - Zrinka Cvitešić pour le rôle de Luna dans Le Choix de Luna (Na putu)
  - Sibel Kekilli pour le rôle d'Umay dans L'Étrangère (Die Fremde)
  - Lesley Manville pour le rôle de Mary dans Another Year
  - Lotte Verbeek pour le rôle d'Anne dans Nothing Personal

### Meilleur scénariste
- Robert Harris et Roman Polanski pour The Ghost Writer
  - Jorge Guerricaechevarría et Daniel Monzón pour Cellule 211 (Celda 211)
  - Samuel Maoz pour Lebanon
  - Radu Mihaileanu pour Le Concert

### Meilleur directeur de la photographie
- Giora Bejach pour Lebanon
  - Caroline Champetier pour Des hommes et des dieux
  - Pavel Kostomarov pour Comment j'ai passé cet été (Как я провел этим летом)
  - Barış Özbiçer pour Miel (Bal)

### Meilleur monteur
- Luc Barnier et Marion Monnier pour Carlos
  - Arik Lahav-Leibovich pour Lebanon
  - Hervé de Luze pour The Ghost Writer

### Meilleur chef décorateur européen
- Albrecht Konrad pour The Ghost Writer
  - Paola Bizzarri et Luis Ramirez pour Moi, Don Giovanni (Io, Don Giovanni)
  - Markku Pätilä et Jaagup Roomet pour Püha Tõnu kiusamine

### Meilleur compositeur
- Alexandre Desplat pour The Ghost Writer
  - Ales Brezina pour Kawasaki's Rose (Kawasakiho růže)
  - Pasquale Catalano pour Le Premier qui l'a dit
  - Gary Yershon pour Another Year

### Meilleur film d'animation
- L'Illusionniste (The Illusionist)  Royaume-Uni  France
  - Planète 51 (Planet 51)  Espagne  Royaume-Uni
  - Le Voyage extraordinaire de Samy (Sammy's Adventures: The Secret Passage)  Belgique

### Meilleur film documentaire
- Nostalgie de la lumière (Nostalgia de la luz)  France  Allemagne  Chili
  - Armadillo  Danemark  Suède
  - Miesten vuoro  Finlande  Suède

### Meilleur court métrage
- Hanoi - Warsaw (Hanoi - Warszawa)  Pologne
  - Amor  Norvège
  - Lights (Ampelmann)  Allemagne
  - Les escargots de Joseph  France
  - Stay, Away (Blijf bij me, weg)  Pays-Bas
  - Out of Love (Ønskebørn)  Danemark
  - Venus VS Me  Belgique
  - The Little Snow Animal (Lumikko)  Finlande
  - Tussilago  Suède
  - Maria's Way  Royaume-Uni  Espagne
  - Talleres Clandestinos  Autriche  Argentine
  - Rendez-vous à Stella-Plage  France
  - Diarchy (Diarchia)  Italie  France
  - The External World  Allemagne
  - Here I Am (Itt vagyok)  Hongrie

### People's Choice Award
Prix du public sur Internet.
- Mr Nobody
  - Millénium 2 : La Fille qui rêvait d'un bidon d'essence et d'une allumette (Flickan som lekte med elden)
  - Soul Kitchen
  - Baarìa (Baarìa pour La porta del vento)
  - Le Premier qui l'a dit
  - Une éducation (An Education)
  - Agora
  - The Ghost Writer
  - Kick-Ass
  - Le Petit Nicolas

### Discovery of the Year - Prix FIPRESCI
Prix décerné par la fédération internationale de la presse cinématographique.
- Lebanon de Samuel Maoz  Israël  France  Allemagne
  - Eu când vreau să fluier, fluier  Roumanie
  - Nothing Personal  Pays-Bas  Irlande
  - L'Heure du crime (La doppia ora)  Italie
  - L'Étrangère (Die Fremde)  Allemagne

### Achievement in World Cinema Award
- Gabriel Yared

### Lifetime Achievement Award
- Bruno Ganz